# Microterys ladogensis
Microterys ladogensis är en stekelart som beskrevs av Trjapitzin 1994. Microterys ladogensis ingår i släktet Microterys och familjen sköldlussteklar. Inga underarter finns listade i Catalogue of Life.